# Gabrielle Renaudot
Gabrielle Renaudot Flammarion, nata Renaudot (31 maggio 1877 – 28 ottobre 1962), è stata un'astronoma francese, alla cui memoria sono stati intitolati un cratere su Marte e l'asteroide 355 Gabriella.

## Biografia
Era figlia dello scultore Jules Renaudot e di Maria Latini, pittrice di origine romana e modella per la Salomè dipinta da Henri Regnault. Titolare di una licenza e registrata presso la Società Astronomica di Francia nel 1902, dal 1910 contribuì al suo bollettino. In seguito entrò a far parte dell'associazione dei giornalisti parigini.
Nel 1914 si arruolò volontariamente nell'esercito come infermiera e venne decorata con la medaglia d'onore per le epidemie.
Sposò Camille Flammarion, di cui era assistente presso l'Osservatorio Camille Flammarion a Juvisy-sur-Orge, nel 1919. Dopo la morte del marito nel 1925, assunse il duplice ruolo di segretaria generale della Société astronomique de France e redattrice capo de L'Astronomie.

## Carriera
Pubblicò lavori sulle caratteristiche mutevoli della superficie di Marte, la Grande Macchia Rossa su Giove e le osservazioni di altri pianeti, pianeti minori e stelle variabili,  nonché articoli di divulgazione scientifica su L'Illustration, La Nature, The Scientific Review, The General Science Review e The Latest News from Strasbourg. 
Morì il 28 ottobre 1962, dopo una lunga malattia. Venne sepolta nel parco dell'osservatorio di Juvisy, insieme al marito Camille Flammarion e alla sua prima moglie.
Nel 1973, a pochi anni dopo la sua morte, l'Unione Astronomica Internazionale nominò un cratere da impatto su Marte in suo onore, e il suo primo nome fu all'origine dell’intitolazione dell'asteroide (355) Gabriella.